# آلفا فیتوپروتئین
آلفا فیتوپروتئین (به انگلیسی: Alpha-fetoprotein) یا (AFP) یکی از پروتئین‌های خون می‌باشد.
آلفافیتوپروتئین پروتئین اصلی است که در دوران جنینی توسط کیسه زرده و کبد جنین تولید می‌شود. این پروتئین شکل جنینی آلبومین است. به مس، نیکل، اسیدهای چرب و بیلی روبین متصل می‌شود. اندازه‌گیری سطح سرمی آن در مادران حامله بخشی از آزمایش‌های غربالگری است.

## ساختار
ساختار گلیکوپروتئینی دارد و از ۵۹۱ اسیدآمینه تشکیل شده‌است. به سه فرم مونومری، دیمری و تریمری در خون مشاهده می‌شود.

## اندازه‌گیری سطح سرمی
آلفافیتوپروتئین به‌طور معمول در خون مردان سالم و زنان غیر باردار یافت نمی‌شود یا میزان آن بسیار اندک است مگر در برخی بیماری‌ها مانند سرطان کبد و تومورهای ژرم سل.
اندازه‌گیری سطح سرمی آلفا فیتوپروتئین در مادران حامله بخشی از آزمایش‌های غربالگری است و از آن می‌توان جهت تشخیص برخی بیماری‌ها و ناهنجاری‌های جنین استفاده کرد مانند نواقص کانال نخاعی، آنسفالی، سندروم داون دوقلویی و بیماری‌های نادر مانند سندروم‌های کروموزومی (تریزومی) یا امفالوسل که یک نقص مادرزادی در دیواره شکمی است. برای دقت بیشتر همزمان سطح هورمون جفتی انسان (HCG) و uE۳ (استریول غیر کونژوگه) نیز سنجیده می‌شود (تریپل تست). بهترین زمان انجام آن بین هفته‌های ۱۵ تا ۲۰ حاملگی است.